# پتروشیمی خرم‌آباد
پتروشیمی خرم‌آباد در سال۱۳۸۶ توسط شرکت ملی صنایع پتروشیمی ایران و با همکاری کنسریوم ایتالیایی تکنیمونت و نارگان بنیانگذاری شد. این پتروشیمی بخشی از خط لوله اتیلن غرب است. بزرگی این پتروشیمی ۱۳۰ هکتار است و مالکیت این مجتمع به‌طور کامل متعلق به شرکت پتروشیمی باختر است. این مجتمع پتروشیمی هم‌اکنون فعال است.

به گفته رضا رحیمی‌نسب نماینده مردم خرم‌آباد در مجلس شورای اسلامی تا پایان سال ۱۳۸۸ مبلغ ۲۰ میلیون یورو از طریق فاینانس پروژه و ۷۰۰ میلیارد ریال از اعتبارات بانک ملی و ۲۱۰ میلیارد ریال از طریق سهامداران برای پیشبرد طرح اختصاص یافته‌است.

## حادثه
به دلیل عدم رعایت اصول ایمنی و انفجار در مخزن ۳۰ هزار تنی این پتروشیمی در تاریخ ۱۴ دی ۱۳۹۲ دو کارگر کشته شدند.

## شهرک صنایع پتروشیمی
حسن روحانی رئیس‌جمهور وقت ایران در خرداد ۱۳۹۳ و پس از بازدید از پتروشیمی خرم‌آباد وعده ساخت یک شهرک صنایع پایین دستی را در کنار این پتروشیمی داد.

## واحد کاتالیست
واحد کاتالیست مجتمع پتروشیمی خرم‌آباد در مرداد ماه سال ۱۳۹۹ از طریق ویدئو کنفرانس توسط حسن روحانی رئیس‌جمهور وقت ایران افتتاح شد. این نخستین واحد ساخت کاتالیست در ایران است و سالانه ۱۰۰ تن از این فرآورده را تولید خواهد کرد.